# I, Daniel Blake
I, Daniel Blake is een Brits-Franse dramafilm uit 2016 onder regie van Ken Loach. De film ging op 13 mei in première op het filmfestival van Cannes
en won de Gouden Palm.

## Verhaal
Daniel Blake is een 59-jarige meubelmaker in het noordoosten van Engeland. Na een hartinfarct heeft hij voor het eerst in zijn leven hulp nodig van de staat. Hij maakt kennis met de alleenstaande moeder Katie en haar twee kinderen. Katie heeft om te ontsnappen aan een tehuis voor daklozen naar een flat 450 kilometer verderop moeten verhuizen. Beiden bevinden zich in een uitzichtloze situatie, doordat ze gevangen zitten in de bureaucratische rompslomp van het hedendaagse Groot-Brittannië.
Daniel kan volgens zijn artsen nog niet werken, maar volgens de instanties wel. Hij gaat in beroep maar moet, om in de tussentijd een uitkering te hebben, solliciteren. Hij krijgt een aanbod om te komen werken, maar voelt zich ten behoeve van zijn gezondheid genoodzaakt dit af te slaan.
Bij het beroep maakt hij een goede kans op succes, maar vlak voor de zitting krijgt hij door alle spanning en opwinding nog een hartinfarct, nu fataal.

## Rolverdeling
| Acteur               | Personage                         |
| -------------------- | --------------------------------- |
| Dave Johns           | Daniel                            |
| Hayley Squires       | Katie                             |
| Natalie Ann Jamieson | Ambtenaar in het arbeidsbureau    |
| Colin Coombs         | Postbode                          |
| Bryn Jones           | Politieagent                      |
| Viktoria Kay         | Vrouw in het huis                 |
| Mick Laffey          | Adviseur van de sociale zekerheid |
| Mickey McGregor      | Ivan                              |
| Dylan McKiernan      | Dylan                             |
| Sharon Percy         | Sheila                            |
| Briana Shann         | Daisy                             |
| John Sumner          | Verantwoordelijke voor de cv's    |

## Prijzen en nominaties
| Jaar | Prijs                    | Categorie                     | Genomineerde(n) | Uitslag  |
| ---- | ------------------------ | ----------------------------- | --------------- | -------- |
| 2016 | Filmfestival van Cannes  | Gouden Palm                   | Ken Loach       | Gewonnen |
| 2016 | Noordelijk Film Festival | Publieksprijs lange speelfilm |                 | Gewonnen |

## Productie
De filmopnamen gingen van start op 20 oktober 2015 in het noordoosten van Engeland. Er werd zes weken gefilmd in Newcastle en omgeving.